# Robert Lightfoot
Robert Lightfoot (Peterborough, 30 settembre 1883 – Oxford, 24 novembre 1953) è stato un presbitero e teologo britannico.
Dal 1934 al 1949 è stato professore di esegesi della Sacra Scrittura all'Università di Oxford, nella cattedra istituita dal reverendo anglicano John Ireland (1761-1842).

## Biografia
Lightfoot era il figlio più giovane di Prideaux Lightfoot, arcidiacono di Oakham, e nipote di un ex rettore dell'Exeter College di Oxford. Si formò alla scuola di Uppingham all'Eton College, prima di studiare lingue e letterature classiche e poi teologia al Worcester College di Oxford. Gli fu consigliato di non proseguire con la carriera accademica e nel 1909 divenne curato di una parrocchia ad Haslemere. Tre anni più tardi, fu contattato per una docenza al collegio teologico annesso alla Cattedrale di Wells del quale nel 1913 divenne vicedecano e nel 1916 rettore. Dal '17 al '19, quando il collegio era chiuso a seguito dello scoppio della prima guerra mondiale, Lightfoot fu cappellano e in seguito vescovo della diocesi anglicana di Winchester.
Dopo un breve ritorno a Wells nel 1919, fu nominato cappellano e fellow del Lincoln College di Oxfor. Due anni dopo, si trasferì al New College come fellow, tutor e decano della Facoltà Teologica. Nel 1934, fu nominato professore di esegesi della Sacra Scrittura nella cattedra istituita dal reverendo anglicano John Ireland (1761-1842), ottenendo la prima docenza prestigiosa che lo liberò dagli incarichi di tipo amministrativo. Fino ad allora aveva infatti accettato vari incarichi amministrativi per compensare il suo spessore accademico inferiore rispetto a quello riconosciuto ai colleghi del New College. Nel 1949 rassegnò le dimissioni dall'insegnamento e l'anno seguente uscì dal New Colleg,e non appena nominato membro straordinario al Lincoln College.
Considerato un conferenziere "lucido e preciso", fu descritto come uno studioso "zelante nel promuovere la ricerca biblica" a Oxford il quale pubblicò poco perché era "uno scrittore titubante con un timore infondato di risultare inaccurato". Le sue ricerche si focalizzarono sui quattro Vangeli, in particolare su quello di Marco. Il volume St John's Gospel: A Commentary fu pubblicato postumo nel 1957, a cura del teologo anglicano Christopher Evans. Le letture universitarie dal titolo History and Interpretation in the Gospels, tenute nel 1934 nella cattedra istituita dal reverendo John Bampton (1690-1751), furono considerate anche dai suoi avversari come "un importante contributo allo studio del Nuovo Testamento".
Lightfoot morì a Oxford il 24 novembre 1953. Non era sposato.